# گورستان شماره ۱ تیس
قبرستان شماره ۱ تیس مربوط به۲۳۰۰سال پیش سدهٔ قبل ازاسلام]] تا دوره قبل ازاسلام است و در شهرستان چابهار، بخش مرکزی، دهستان تیس، ۳۰۰ متری غرب روستای تیس، جنوب قلعه پرتغالیها واقع شده و این اثر در تاریخ ۱۳ آبان ۱۳۸۶ با شمارهٔ ثبت ۱۹۷۶۹ به‌عنوان یکی از آثار ملی ایران به ثبت رسیده است.